# Archanara nonogriella
Archanara nonogriella är en fjärilsart som beskrevs av Walker 1866. Archanara nonogriella ingår i släktet Archanara och familjen nattflyn. Inga underarter finns listade i Catalogue of Life.